# Nový Zéland na letních olympijských hrách
Nový Zéland na letních olympijských hrách startuje od roku 1920. Toto je přehled účastí, medailového zisku a vlajkonošů na dané sportovní události.

## Účast na Letních olympijských hrách
| Dějiště LOH            | LOH      | Vlajkonoš                                              | Zlatá medaile | Stříbrná medaile | Bronzová medaile | Celkem |
| ---------------------- | -------- | ------------------------------------------------------ | ------------- | ---------------- | ---------------- | ------ |
| 1920 Antverpy          | LOH 1920 | Harry Wilson                                           |               |                  | 1                | 1      |
| 1924 Paříž             | LOH 1924 | Arthur Porritt                                         |               |                  | 1                | 1      |
| 1928 Amsterdam         | LOH 1928 | Arthur Porritt                                         | 1             |                  |                  | 1      |
| 1932 Los Angeles       | LOH 1932 | John MacDonald                                         |               | 1                |                  | 1      |
| 1936 Německo           | LOH 1936 | Jack Lovelock                                          | 1             |                  |                  | 1      |
| 1948 Londýn            | LOH 1948 | Harry Nelson                                           |               |                  |                  | 0      |
| 1952 Helsinky          | LOH 1952 | Harold Cleghorn                                        | 1             |                  | 2                | 3      |
| 1956 Melbourne         | LOH 1956 | Ritchie Johnston                                       | 2             |                  |                  | 2      |
| 1960 Řím               | LOH 1960 | Les Mills                                              | 2             |                  | 1                | 3      |
| 1964 Tokio             | LOH 1964 | Peter Snell                                            | 3             |                  | 2                | 5      |
| 1968 Ciudad de México  | LOH 1968 | Don Oliver                                             | 1             |                  | 2                | 3      |
| 1972 Mnichov           | LOH 1972 | Les Mills                                              | 1             | 1                | 1                | 3      |
| 1976 Montréal          | LOH 1976 | David Aspin                                            | 2             | 1                | 1                | 4      |
| 1980 Moskva            | LOH 1980 | Brian Newth                                            |               |                  |                  | 0      |
| 1984 Los Angeles       | LOH 1984 | John Walker                                            | 8             | 1                | 2                | 11     |
| 1988 Soul              | LOH 1988 | Ian Ferguson                                           | 3             | 2                | 8                | 13     |
| 1992 Barcelona         | LOH 1992 | Mark Todd                                              | 1             | 4                | 5                | 10     |
| 1996 Atlanta           | LOH 1996 | Barbara Kendall                                        | 3             | 2                | 1                | 6      |
| 2000 Sydney            | LOH 2000 | Blyth Tait                                             | 1             |                  | 3                | 4      |
| 2004 Athény            | LOH 2004 | Beatrice Faumuina                                      | 3             | 2                |                  | 5      |
| 2008 Peking            | LOH 2008 | Mahé Drysdale                                          | 3             | 2                | 4                | 9      |
| 2012 Londýn            | LOH 2012 | Nick Willis                                            | 6             | 2                | 5                | 13     |
| 2016 Rio de Janeiro    | LOH 2016 | Peter Burling (zahájení) Lisa Carringtonová (ukončení) | 4             | 9                | 5                | 18     |
| 2020 Tokio             | LOH 2020 | Sarah Hirini David Nyika                               | 7             | 6                | 7                | 20     |
| 2024 Paříž             | LOH 2024 | Jo Aleh Aaron Gate                                     | 10            | 7                | 3                | 20     |
| Celkem                 | 25       |                                                        | 63            | 40               | 54               | 157    |
| Zdroj na Olympedia.org |          |                                                        |               |                  |                  |        |